# Italienaren (film)
Italienaren (ryska: Итальянец Italjanets) är en rysk dramafilm från 2005 i regi av Andrej Kravtjuk, med Kolja Spiridonov, Marija Kuznetsova och Nikolaj Reutov i huvudrollerna. Den  handlar om en sexårig rysk barnhemspojke som istället för att adopteras till Italien rymmer och ger sig ut för att leta reda på sin mor.
Filmen fick ett hedersomnämnande i kategorin Kplus och vann Großer Preis des Deutschen Kinderhilfswerkes vid filmfestivalen i Berlin.

## Medverkande
- Kolja Spiridonov som Vanja Solntsev
- Marija Kuznetsova som Zjanna Arkadjevna
- Nikolaj Reutov som Grisja
- Jurij Itskov som rektorn för barnhemmet
- Denis Moisejenko som Koljan
- Andrej Elizarov som Seryj
- Sasja Sirotkin som Timocha
- Vladimir Sjipov som Vovan
- Polina Vorobeva som Natacha
- Olga Sjuvalova som Irka
- Dima Zemljanko som Anton
- Darja Jurgens som Muchins mamma
- Rudolf Kuld som vakt
- Irina Osnovina som granne

## Visningar
Filmen hade premiär 14 februari 2005 vid filmfestivalen i Berlin. Den släpptes på ryska biografer 22 september samma år. Sverigepremiären ägde rum 1 september 2006.